# Верхнесанибанское сельское поселение
Верхнесанибанское се́льское поселе́ние — муниципальное образование в Пригородном районе Северной Осетии Российской Федерации.
Административный центр — село Верхняя Саниба.

## История
Статус и границы сельского поселения установлены Законом Республики Северная Осетия-Алания от 5 марта 2005 года № 18-рз «Об установлении границ муниципального образования Пригородный район, наделении его статусом муниципального района, образовании в его составе муниципальных образований - сельских поселений и установлении их границ»

## Население
| 2002  | 2010  | 2011  | 2012  | 2013  | 2014  | 2015  |
| ----- | ----- | ----- | ----- | ----- | ----- | ----- |
| 1566  | ↗1806 | ↘1801 | ↗1823 | ↗1833 | ↗1853 | ↗1883 |
| 2016  | 2017  | 2018  | 2019  | 2020  | 2021  | 2023  |
| ↗1900 | ↗1908 | ↗1925 | ↗1940 | ↘1936 | ↘1531 | ↘1523 |
| 2024  | 2025  |       |       |       |       |       |
| ↘1519 | ↗1523 |       |       |       |       |       |

## Состав сельского поселения
| № | Населённый пункт | Тип населённого пункта       | Население |
| - | ---------------- | ---------------------------- | --------- |
| 1 | Верхняя Саниба   | село, административный центр | ↗1523     |